# Prochy (osada leśna w powiecie grodziskim)
Prochy – osada leśna w Polsce położona w województwie wielkopolskim, w powiecie grodziskim, w gminie Wielichowo.
W latach 1975–1998 miejscowość należała administracyjnie do województwa poznańskiego.